# Chiappeavis
Chiappeavis is een geslacht van uitgestorven vogels uit het Vroeg-Krijt van het huidige China, behorend tot de Enantiornithes. De enige benoemde soort is Chiappeavis magnapremaxillo.

## Vondst en naamgeving
In 2015/2016 benoemden en beschreven Jingmai Kathleen O’Connor, Wang Xiaoli, Zheng Xiaoting, Hu Han, Zhang Xiaomei en Zhou Zhonghe, de typesoort Chiappeavis magnapremaxillo. De geslachtsnaam eert de Amerikaanse paleornitholoog Luis María Chiappe en verbindt diens naam met een Latijn avis, 'vogel'. De soortaanduiding is een combinatie van het Latijn magnus, 'groot', en praemaxilla. Wat zuiverder had dit magnapraemaxilla moeten luiden.
Het holotype STM29-11 is bij Jianchang in Liaoning gevonden in een laag van de Jiufotangformatie die dateert uit het Aptien-Albien. Het bestaat uit een vrij volledig skelet met schedel, platgedrukt op een plaat. Het skelet ligt grotendeels in verband. Uitgebreide resten van het verenkleed zijn bewaard gebleven. Het betreft een onvolgroeid dier.
Volgens Michael Mortimer is Chiappeavis vermoedelijk een jonger synoniem van de uit dezelfde lagen afkomstige Pengornis. O'Connor was zeer ontstemd over deze suggestie. In 2017 werd de osteologie van het holotype in meer detail beschreven.

## Beschrijving
Chiappeavis was een vrij forse vogel, het holotype is ongeveer een vijfde korter als dat van Pengornis.
De beschrijvers gaven in 2015 enkele onderscheidende kenmerken aan. De onderrand van de praemaxilla is bol zodat het niet door aderkanalen doorboorde gedeelte groter wordt. De opgaande takken van de praemaxillae reiken bijna tot aan de voorhoofdsbeenderen. Er zijn acht sacrale wervels in het heiligbeen. De middenuitsteeksels van de gepaarde borstbeenderen hebben holle buitenranden en het zwaardvormig uitsteeksel vormt een scherpe hoek. Het bovenste gewrichtsvlak van het scheenbeen helt naar buiten en beneden. Mortimer verwierp deze kenmerken: de grenzen van de praemaxilla zouden in het fossiel niet goed waarneembaar zijn; het heiligbeen bij Pengornis is weliswaar beschreven met zeven sacrale wervels doch was incompleet; bij Pengornis is de achterrand van het borstbeen beschadigd; de helling van het gewichtsvlak van het scheenbeen kan verklaard worden door vervorming van het platgedrukte bot.
Zeer opvallend is dat Chiappeavis een staartwaaier van tien veren bewaard heeft. Het is de eerste staartwaaier die van de Enantiornithes bekend is. Eerder werd aangenomen dat staartwaaiers alleen bij de Ornithuromorpha geëvolueerd waren maar de nieuwe vondst suggereert dat ze oorspronkelijk zijn voor, hoewel wellicht niet hele Pygostylia, toch zeker de klade Ornithothoraces + Sapeornis, en sommige Enantiornithes ze weer verloren hebben. De middelste twee veren zijn langer met vierenzeventig millimeter, verkortend tot zesenzeventig millimeter bij de buitenste veren. De staartveren vormen samen een aerofoil, een doorlopend stuurvlak. De veren hebben baardjes. In 2017 werd berekend dat de vrij langwerpige vorm van de staartwaaier de opwaartse kracht ervan halveerde ten opzichte van de brede staartwaaiers van ornithuromorfen. Dat zou verklaren waarom de Enantiornithese ze meestal verloren.

## Fylogenie
Chiappeavis werd in de Pengornithidae geplaatst.